# Sanguié
Sanguié är en provins i Burkina Faso.   Den ligger i regionen Centre-Ouest, i den centrala delen av landet, 120 km väster om huvudstaden Ouagadougou. Antalet invånare är 270 924.
Följande samhällen finns i Province du Sanguié:
- Réo